# Balanceakt (Berlin)

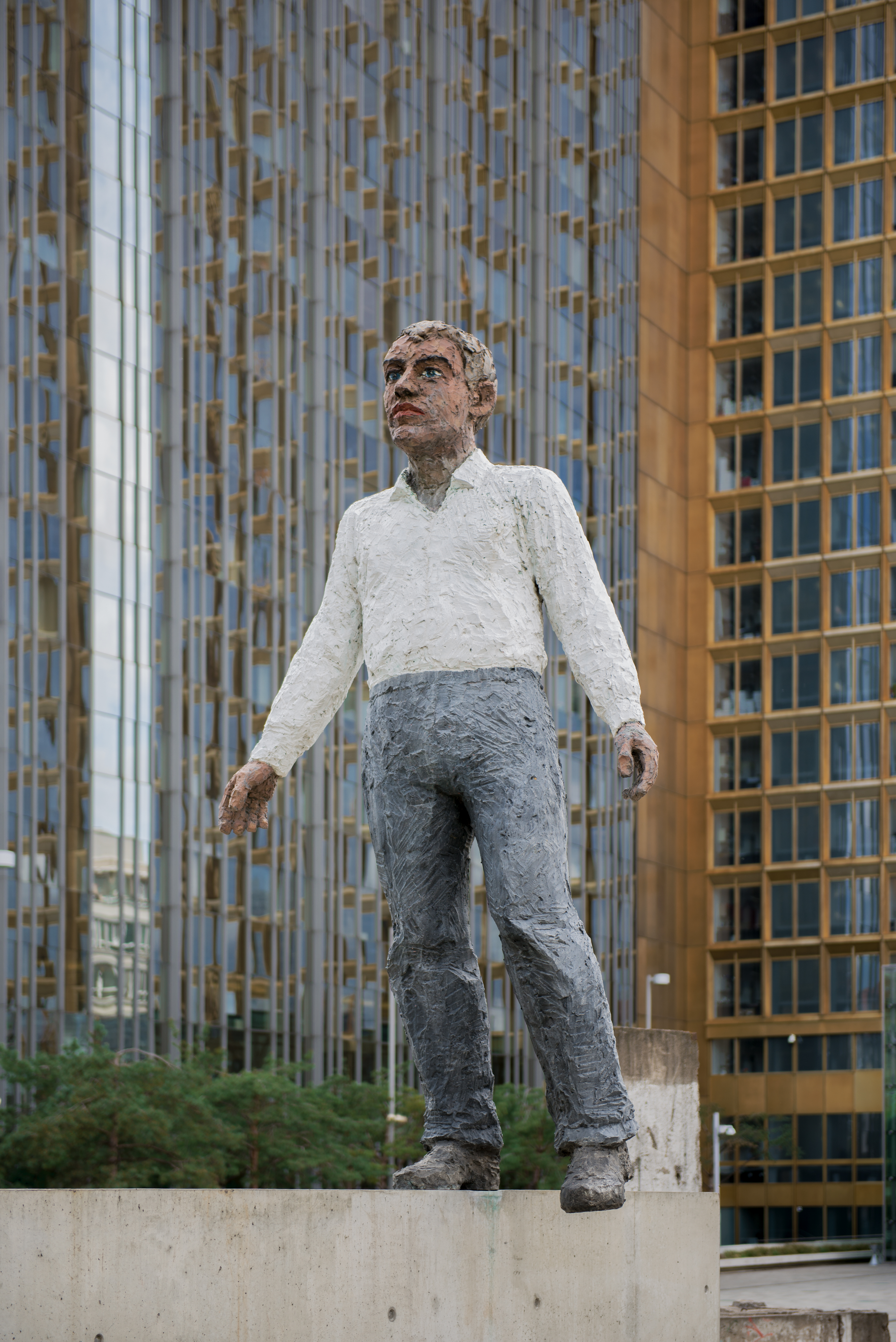
Skulptur Balanceakt von Stephan Balkenhol in Berlin-Kreuzberg

Die Skulptur Balanceakt ist ein Werk des deutschen Bildhauers Stephan Balkenhol. Sie steht vor dem Axel-Springer-Hochhaus an der Ecke Axel-Springer-Straße/Zimmerstraße im Berliner Ortsteil Kreuzberg.

## Aufbau
Das Werk besteht aus einem Mann mit einer schwarzen Hose und einem weißen Hemd, der auf einem Mauerstück der Berliner Mauer balanciert, sowie elf um den Mann herum platzierten, originalen Mauerteilen. Das Denkmal soll an die Deutsche Wiedervereinigung und hier insbesondere an den Mauerfall erinnern. Die Figur ist einschließlich des Mauerstücks 5,7 Meter hoch und 750 Kilogramm schwer. Der Mann ist aus Beton und bemalter Bronze gefertigt.

## Symbolik
Balkenhol will mit dem Bild die Gedanken vieler Menschen zum Fall der Mauer auf den Punkt bringen: „Balance herstellen und zu halten“. Damit soll deutlich werden, dass es auch in Zeiten des Umbruchs wichtig ist, nicht in ein Extrem zu verfallen (oder gar „abzustürzen“), sondern ein ruhendes Gleichgewicht zu behalten. Balkenhol wird in diesem Zusammenhang mit den Worten zitiert: „Für mich besteht das Geheimnis einer funktionierenden öffentlichen Skulptur darin, dass sie in der Lage ist, den Ort, an dem sie steht, erst existent werden zu lassen. Aus der Spannung, die sich zwischen Skulptur und Ort ergibt, fließt die Kraft einer solchen Skulptur; sie macht den Ort erlebbar dadurch, dass sie in der Lage ist, den Dialog mit dem Ort inhaltlich und formal aufzunehmen.“ Die Mauer verlief nur wenige Meter an dem Aufstellungsort des Denkmals vorbei.

## Einweihung
Die Skulptur wurde am 25. Mai 2009 anlässlich des 50. Jahrestages der Grundsteinlegung des Axel-Springer-Hauses enthüllt. Die Festrede hielt der Alt-Bundespräsident Richard von Weizsäcker, der darauf hinwies, dass der Verleger Axel Springer zu den Menschen gehörte, für die eine Wiedervereinigung nicht nur eine Worthülse war. Er sagte: „Das Eintreten für die Überwindung der Teilung Deutschlands war Staatsziel, die Präambel des Grundgesetzes hielt den Gedanken wach, Politiker erwähnten das Thema in ihren Reden – manche nicht nur sonntags. Dennoch war Axel Springer wohl einer der ganz wenigen, die wirklich an die Wiedervereinigung glaubten. Wie würde er sich freuen, könnte er erleben, dass wir heute hier nicht nur an den 50. Jahrestag der Grundsteinlegung seines Hauses, sondern auch an das 20. Jubiläum des Mauerfalls erinnern.“ Der Vorsitzende der Axel-Springer AG, Mathias Döpfner, wies in seiner Rede darauf hin: „Zugleich erinnert die Skulptur daran, dass der Umgang mit der gewonnenen Freiheit stets etwas Unsicheres, Schwankendes bleibt – ein Balanceakt eben.“

## Sachbeschädigung
In der Nacht zum 17. März 2012 stiegen Unbekannte auf das Kunstwerk und schütteten eine orange-rote Farbe über die Skulptur. Mitarbeiter des Verlages verhüllten daraufhin die Figur mit einem schwarzen Stoff. Ob die Sachbeschädigung in einem Zusammenhang mit den Feierlichkeiten zum 100. Geburtstag von Axel Springer stehen, ist nicht bekannt.

## Sonstiges

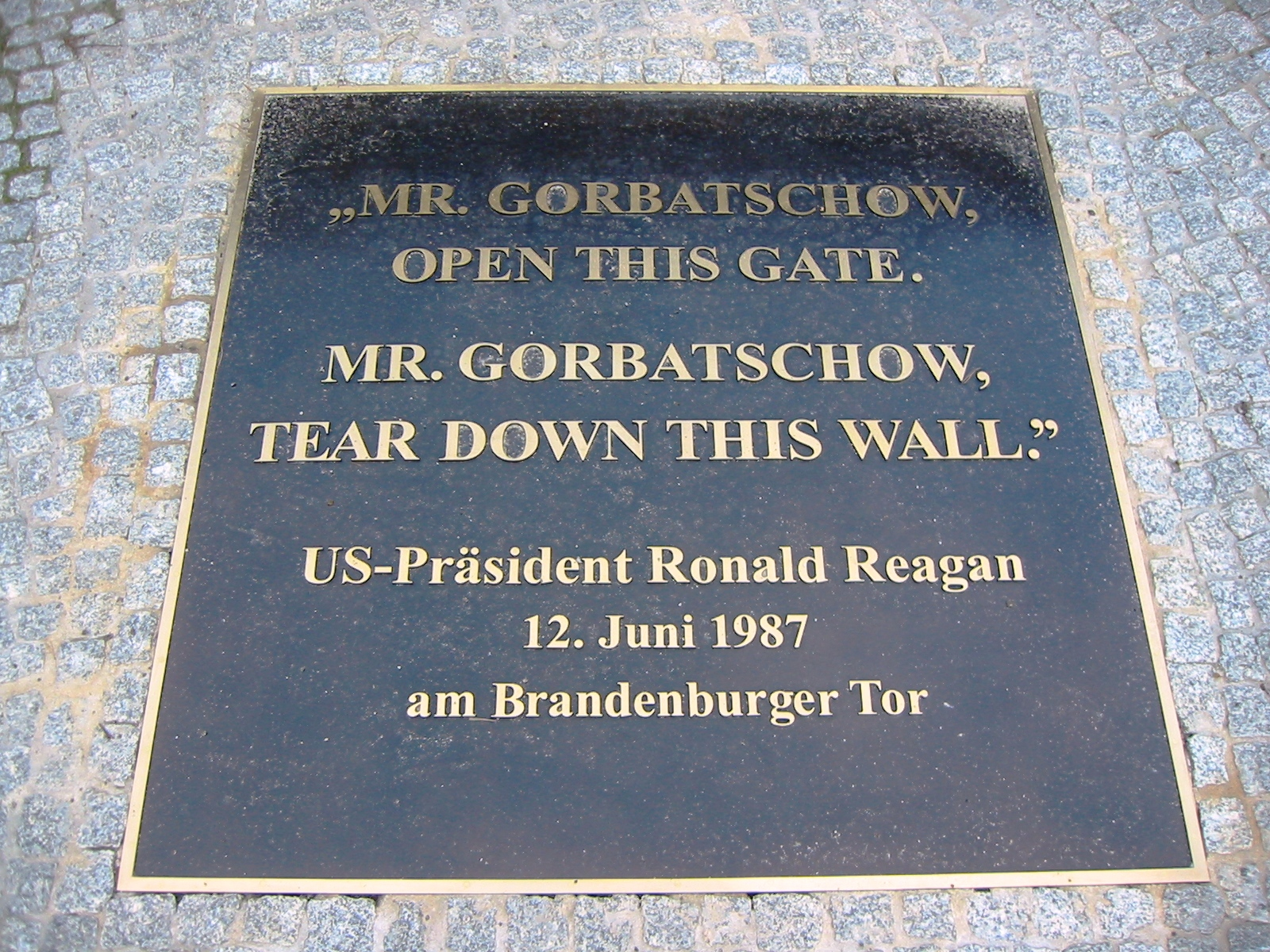
Gedenktafel für Ronald Reagan

Westlich des Balanceaktes befindet sich seit dem 12. Juni 2012 eine Gedenktafel für Ronald Reagan, die zum 25. Jahrestag an seine berühmten Worte vor dem Brandenburger Tor erinnert: „Mr. Gorbatschow, open this gate. Mr. Gorbatschow, tear down this wall.“